# حمزة صنهاجي
حمزة صنهاجي (مواليد 22 أبريل 1995) هو لاعب كرة قدم مغربي يحمل الجنسية القطرية يجيد اللعب في خط الهجوم في نادي البحرين .
أعاره السد إلى نادي الجيش في صيف 2016 لمدة 6 شهور، ثم عاد إلى السد في مطلع عام 2017، وأعاره السد في صيف 2017 إلى نادي يوبين البلجيكي، و أعاره بعدها إلى نادي الدفاع الجديدي مطلع عام 2018 و نادي المرخية في أواخر عام 2018 و بعدها انظم إلى مولودية وجدةو في مطلع عام 2021 انظم إلى النادي الأهلي البحريني و لعب بعدها مع نادي الزوراء العراقي و نادي شباب المحمدية ونادي مسافي الإماراتي و نادي البحرين.

## روابط خارجية
- حمزة صنهاجي على موقع Soccerway.com (الإنجليزية)